# Tatenický tunel
Tatenický tunel je železniční dvojkolejný tunel, který se nachází v katastru obce Tatenice na železniční trati Česká Třebová – Přerov v úseku km 25,986–26,126 mezi železničními zastávkou Tatenice a stanicí Hoštejn. V rámci výstavby třetího železničního koridoru nahradil jeden z nevyhovujících úseků v údolí řeky Moravské Sázavy a byl dán do provozu 23. srpna 2004.

## Popis
Tatenický tunel (pracovním názvem Krasíkovský tunel II) se nachází na stejném úseku jako Krasíkovský tunel, mezi oběma tunely je umístěna na mostě železniční zastávka Tatenice. Tatenický tunel je dlouhý 140,65 m, z toho bylo raženo novou rakouskou tunelovací metodou (NRTM) 85 m, západní úsek je hloubený v délce 12,50 m, východní část je hloubená v délce 43,15 m. Na východní straně tunel pokračuje ve vysokém jižním bočním zářezu.
Tunel byl ražen v masívu křídových hornin se složitými geologickými podmínkami. Z hornin se nejvíc vyskytovaly pískovce, prachovce a jílovce. Maximální výška nadloží je 18 m. Tunel byl ražen metodou NRTM ze západního portálu a byl proražen 19. května 2003.
Světlý průřez tunelu je jednotný po celé délce jako u Krasíkovského tunelu. Klenby mají kruhový profil s tloušťkou ostění od 350 do 550 mm u ražených úseků a 600 mm u hloubených úseků.
Tunel je určen pro provoz vlaků rychlostí u vlakových souprav 120 km/h, pro soupravy s naklápěcími skříněmi 150 km/h.